# This Is a Muse Demo
This Is a Muse Demo is een zeldzame demo van de Britse rockband Muse uit 1995. De demo bevat 4 nummers, die op geen ander album zijn uitgebracht.

## Achtergrond
De demo is de eerste opname van Muse. Drie exemplaren zijn er gemaakt, waarvan één in het bezit is van een bandlid van Muse. Een ander exemplaar werd aangeboden op de veilingsite eBay in 2005, vermoedelijk door een ex-vriendin van drummer Dominic Howard. Het werd uiteindelijk verkocht voor 500 pond. Er gaan geruchten dat Howard op de cassetteband heeft geboden. De ex-vriendin wou de opnamen niet delen, deze zijn dan ook niet beschikbaar. Korte samples zijn wel beschikbaar, dit om de echtheid van de demo te bevestigen.
Op 23 mei 2011 maakte een gebruiker van de website MuseCollectors bekend een kopie van de demo te hebben. Deze zou hij van Muse zelf hebben gekregen. Op 6 juni plaatste hij de demo voor 2.600 pond op eBay. Na negen dagen werd de demo voor 4.214 pond verkocht aan een Muse-verzamelaar. Dit is het hoogste bod op een artikel van Muse tot nu toe.
Volgens sommige fans staat het label van de demo (Geobell Music) voor George Bellamy, de vader van Matthew Bellamy. Hij zou hebben geholpen met het opnemen van de demo.

## Tracklist
1. Backdoor
2. Sling
3. Feed
4. Jigsaw Memory